# Savannsparv
Savannsparv (Gymnoris pyrgita) är en afrikansk fågel i familjen sparvfinkar inom ordningen tättingar.

## Utseende och läte
Savannsparven är en stor sparvfink som är påfallande karaktärslös. Den har ljus näbb, vit ögonring, gråbrun rygg, ljusare undersida och vit strupe. Den för släktet typiska gyla fläcken på strupen är svårt att se. Arten liknar sahelsparven, men denna har ett tydligt ögonbrynsstreck. Vidare är den lik blek stensparv, men är mindre mönstrad på vingen och har tydligare avgränsad vit strupe. Lätet består av gladlynta tjirpanden som ofta avges i snabba serier.

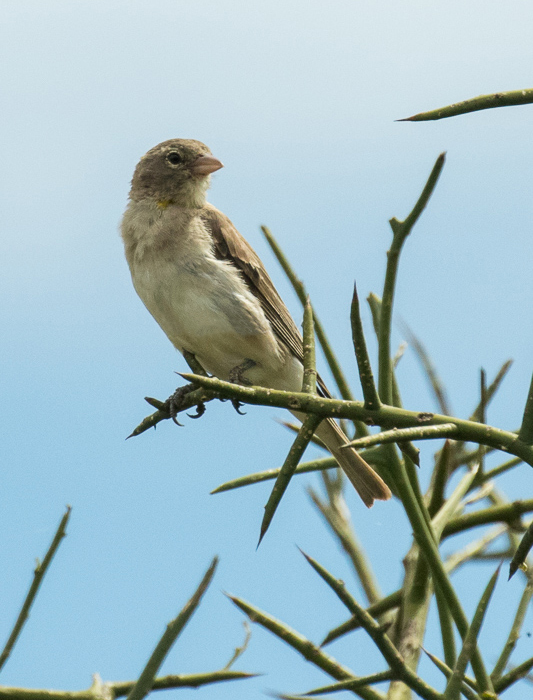

## Utbredning och systematik
Savannsparven delas upp i två underarter med följande utbredning:
- Gymnoris pyrgita pallida – förekommer från södra Mauretanien och Senegal till Mali, Niger, Tchad och centrala Sudan
- Gymnoris pyrgita pyrgita – förekommer i Eritrea, Etiopien, Somalia, sydöstra Sydsudan, nordöstra Uganda, Kenya och norra Tanzania

### Släktestillhörighet
Tidigare inkluderades släktet Gymnoris i Petronia, men DNA-studier visar dock att arterna i Gymnoris är systergrupp till sparvfinkarna i Passer, medan stensparven (Petronia petronia) står närmare snöfinkarna i Montifringilla.

## Levnadssätt
Savannsparven hittas i torr törnsavann, öppet skogslandskap och sparsamt odlad mark. Den ses ofta i smågrupper.

## Status och hot
Arten har ett stort utbredningsområde och en stor population med stabil utveckling och tros inte vara utsatt för något substantiellt hot. Utifrån dessa kriterier kategoriserar internationella naturvårdsunionen IUCN arten som livskraftig (LC). Världspopulationen har inte uppskattats men den beskrivs som vanlig eller lokalt vanlig.

## Namn
Fågeln har tidigare kallats savannstensparv, men blev tilldelat ett nytt svenskt namn av BirdLife Sveriges taxonomikommitté 2022 med motiveringen att "de genetisk inte står nära stensparv (Petronia). De är heller inte särskilt bundna till steniga eller klippiga miljöer."